# Courzieu
Courzieu – miejscowość i gmina we Francji, w regionie Owernia-Rodan-Alpy, w departamencie Rodan.
Według danych na rok 1990 gminę zamieszkiwały 1013 osoby, a gęstość zaludnienia wynosiła 37 osób/km² (wśród 2880 gmin regionu Rodan-Alpy Courzieu plasuje się na 773. miejscu pod względem liczby ludności, natomiast pod względem powierzchni na miejscu 276.).